# Stauroteuthis
Stauroteuthis (лат.) — род глубоководных осьминогов. Это единственный род в семействе Stauroteuthidae, и он включает два известных науке вида.
Обитают на глубине более 700 м. Хотя иногда их можно найти на глубине до 4 км, они обычно живут на глубине около 2 км. У них нет радулы.
Stauroteuthis выделяются тем, что являются одними из немногих биолюминесцентных осьминогов. Некоторые из мышечных клеток, которые контролируют присоски у большинства видов, заменены фотофорами, которые, как полагают, обманывают добычу, направляя ее ко рту.

## Виды
- Stauroteuthis gilchristi известен только из двух местонахождений в южной части Атлантического океана. Возможно, это даже два разных вида[1][3].
- Stauroteuthis syrtensis широко распространен в Северной Атлантике[4]. Численность вида неизвестна[5].